# Эспайльят
Эспайльят (исп. Espaillat) — провинция Доминиканской Республики.

## Муниципалитеты и муниципальные районы
Провинция разделена на пять муниципалитетов (municipio), а в пределах муниципалитетов — на десять муниципальных районов (distrito municipal — D.M.):
- Гаспар-Эрнандес
  - Верагуа (D.M.)
  - Вилья-Маганте (D.M.)
  - Хоба-Арриба (D.M.)
- Кайетано-Хермосен
- Мока
  - Канка-Ла-Рейна (D.M.)
  - Ла-Ортега (D.M.)
  - Лас-Лагунас (D.M.)
  - Монте-де-Ла-Хагуа (D.M.)
  - Хосе-Контрерас (D.M.)
  - Хуан-Лопес (D.M.)
  - Эль-Игуэрито (D.M.)
- Сан-Виктор
- Хамао-аль-Норте

Население по муниципалитетам на 2014 год (сортируемая таблица):
| № | Название            | Общее население | Городское население | Сельское население |
| - | ------------------- | --------------- | ------------------- | ------------------ |
| 1 | Гаспар-Эрнандес     | 45 202          | 15 089              | 30 113             |
| 2 | Кайетано-Хермосен   | 10 002          | 1582                | 8420               |
| 3 | Мока                | 186 225         | 162 093             | 24 132             |
| 4 | Сан-Виктор          | 72 320          | 4896                | 67 424             |
| 5 | Хамао-аль-Норте     | 19 652          | 7111                | 12 541             |
|   | Провинция Эспайльят | 333 401         | 190 771             | 142 630            |